# استیو استارکی
استیو استارکی (انگلیسی: Steve Starkey؛ زادهٔ ۱ ژانویهٔ ۲۰۰۰) تهیه‌کننده فیلم و کارگردان واحد دوم اهل ایالات متحده آمریکا است که به‌طور گسترده‌ای وابسته به رابرت زمکیس می‌باشد. او برای دو فیلم امپراتوری ضربه می‌زند (۱۹۸۰) و بازگشت جدای (۱۹۸۳) در نقش یک دستیار تدوین‌گر فعالیت کرد.